# 872 Holda
872 Holda eller 1917 BZ är en asteroid i huvudbältet, som upptäcktes 21 maj 1917 av den tyske astronomen Max Wolf i Heidelberg. Den har fått sitt namn efter den amerikanske astronomen Edward S. Holden.
Asteroiden har en diameter på ungefär 34 kilometer.